# Xi Zhongxun
Xi Zhongxun (chinois : 习仲勋 ; pinyin : xí zhòngxūn) est un homme politique chinois, né le 15 octobre 1913 et mort le 24 mai 2002.
Il a été vice-président de l'Assemblée populaire et vice-Premier ministre, avant d'être victime de Mao Zedong en 1962 puis réhabilité lors de la prise du pouvoir de Deng Xiaoping.
Il est le père de l'actuel président de la république populaire de Chine Xi Jinping.

## Biographie
Xi Zhongxun est né dans le district de Fuping, à Weinan, dans la province du Shaanxi en 1913. En 1926, il entre à la Ligue de la jeunesse communiste et adhère au Parti communiste chinois en 1928.
Il sera un des responsables militaires de l'armée rouge jusqu'à la prise du pouvoir par Mao Zedong en 1949.
En 1949, à la suite de la proclamation de la république populaire de Chine, Xi Zhongxun devient le responsable du Parti communiste chinois, du gouvernement et de l'Armée populaire de libération pour le nord-ouest de la Chine.
En 1962, il est victime d'une purge maoïste et pendant 16 ans restera en détention puis travaillera en usine.
Alors qu'il était le chef du département de la propagande, il reçut en 1954 à Pékin le dalaï-lama qui lui offrit une montre (Rolex ou Omega). Après sa réhabilitation à la fin des années 1970, Xi Zhongxun souhaita sans y parvenir revoir le dalaï-lama avant de mourir.
Après la révolution culturelle, il est réhabilité par Deng Xiaoping. Il est ensuite envoyé dans la province du Guangdong afin de mettre en œuvre les réformes économiques décidées par Deng Xiaoping. Il contribue notamment à la création de la zone économique de Shenzhen.
Lodi Gyari Rinpoché, qui s'est rendu en Chine en 1982 du 24 avril au 8 juin comme l'un des trois membres d'une délégation de haut niveau chargée de pourparlers exploratoires, rencontra Xi Zhongxun à cette occasion. Dans un entretien en 2014, Gyari déclare espérer que Xi Jinping a hérité de l'affinité de son père pour le Tibet.

## Famille
Xi Zhongxun eut deux épouses avec qui il eut sept enfants. Sa seconde épouse, Qi Xin, est la mère de Xi Jinping, actuel secrétaire-général du Parti communiste chinois et président de la république populaire de Chine.
Xi Jinping est considéré comme un des principaux représentants de la faction des princes rouges constituée des enfants des anciens du régime. Cette faction se serait un temps opposée à celle de la Ligue de la jeunesse communiste chinoise dont le chef de file était le secrétaire général Hu Jintao. Il devient en 2012 son successeur.
Xi Zhongxun avait au moins un frère, Xi Zhongkai, qui fut successivement directeur adjoint du département du commerce du gouvernement provincial du Shaanxi puis directeur du département de l'organisation du comité du Parti communiste pour la province du Shaanxi.

## Mémoire
En octobre 2013, à l'occasion du centenaire de la naissance de Xi Zhongxun, le régime chinois rend un hommage particulier au père de Xi Jinping, président en exercice. À cette occasion, un recueil d'œuvres de Xi Zhongxun est publié.
En 2024, la série télévisée Xibeisuiyue (Les années du Nord-Ouest) de 40 épisodes, est consacrée à Xi Zhongxun. Cette série met en avant le courage de Xi Zhongxun mais n'évoque pas la purge maoïste et les 16 années d'incarcération et de travail dans une usine du père de Xi Jinping.